# Harpyia
Harpyia is een geslacht van vlinders van de familie tandvlinders (Notodontidae), uit de onderfamilie Heterocampinae.

## Soorten
- H. microsticta Swinhoe, 1892
- H. milhauseri

Draak (Fabricius, 1775)
- H. monochroma Tshistjakov, 1977
- H. powelli Oberthür, 1912
- H. tokui Sugi, 1977
- H. umbrosa Staudinger, 1892